# Ferrotipia

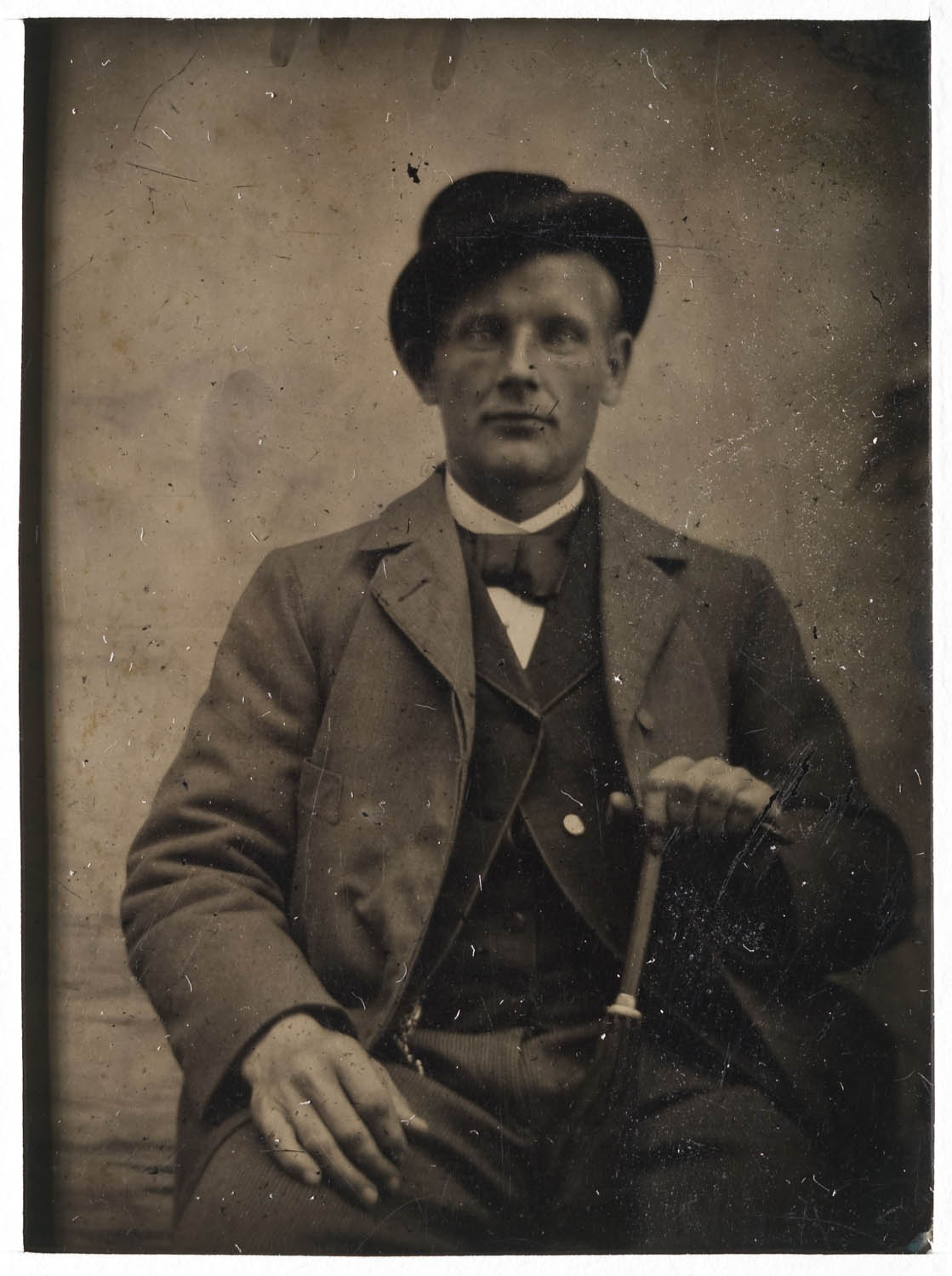
Ferrotipo svedese di fine Ottocento

La ferrotipia è un procedimento di stampa fotografica finalizzato alla realizzazione di immagini su lastre di metallo, solitamente ferro, latta o alluminio (da cui il nome inglese tintype).

## Storia
La tecnica si basava sull'invenzione di Frederick Scott Archer del collodio umido e che utilizzava lastre di vetro come supporto. La variante della ferrotipia fu inventata e pubblicata nel 1853 dal francese Adolphe Alexandre Martin (1824-1886) e fu perfezionata dall'americano Hamilton Lanphere Smith (1819-1903), il quale utilizzò dell'acciaio smaltato al posto della latta, come aveva fatto Martin, brevettando il procedimento nel 1856, nonostante le controversie dovute al fatto che un altro americano, Victor Griswold (1819-1872), aveva depositato nello stesso anno un brevetto simile.
La ferrotipia soffriva di problemi ereditati dal supporto metallico su cui l'immagine era impressa. Con il passar del tempo l'umidità arrugginiva il metallo compromettendo l'immagine, così come la flessibilità della lastra provocava distaccamenti del materiale sensibilizzato. La qualità generale dell'immagine era equiparabile a quella dell'ambrotipia.
Il successo della ferrotipia fu l'economicità e la rapidità del processo, tanto da poter essere utilizzato dai fotografi ambulanti, più o meno improvvisati, specialmente in Gran Bretagna, che poterono confidare sul più resistente metallo rispetto al vetro dell'ambrotipia. Negli Stati Uniti, durante la guerra civile, il sistema ebbe successo perché i soldati che erano al fronte potevano spedire alle loro famiglie fotografie su supporti resistenti, senza correre il rischio che potessero rompersi nel tragitto (come invece poteva accadere per gli ambrotipi).

La lastra di metallo poteva anche essere facilmente rifilata per adattarsi a ogni contenitore o album per la visione.
Il processo fu utilizzato fino alla fine dell'Ottocento, sostituito dai processi fotografici alle emulsioni in gelatina.

## Principio di funzionamento
Il procedimento era molto simile a quello dell'ambrotipia, si stendeva uniformemente del collodio su una lastra metallica precedentemente annerita, procedendo alla fotosensibilizzazione con nitrato d'argento ed esposta ancora umida.
Come prodotto di ampio consumo e utilizzato prevalentemente nelle fiere e da fotografi ambulanti nei paesi, le ferrotipie non erano abbellite da colori o vernici, come invece accadeva con l'ambrotipia o la dagherrotipia.